# Aurea di Parigi
Aurea di Parigi (Siria, ... – Parigi, 4 ottobre 666) è stata una religiosa siriana.
Secondo la tradizione, è stata la prima badessa del monastero di San Marziale di Parigi, fondato da sant'Eligio.

## Biografia
Secondo la tradizione agiografica, Aurea nacque in Siria da Maurino e Quiria. Le notizie sulla sua vita sono tramandate unicamente da due fonti agiografiche alto-medievali: la Vita sancti Columbani, composta da Giona di Bobbio, e la Vita sancti Eligii, attribuita a sant'Audoeno. Secondo queste testimonianze, nel 633 fu posta da sant'Eligio a capo di un monastero femminile da lui fondato a Parigi.
La comunità, che accoglieva circa trecento religiose, era probabilmente organizzata secondo la regola di Luxeuil, diffusa nell'ambito franco grazie all'opera di san Colombano. Aurea fu badessa del monastero per trentatré anni, fino alla morte, sopraggiunta nel 666 in seguito a una violenta pestilenza che colpì il cenobio, causando anche la morte di centosessanta consorelle.
In un primo momento il suo corpo fu sepolto nel cimitero parrocchiale di Saint-Paul-des-Champs, luogo di sepoltura delle religiose. In seguito fu trasferito nell’oratorio del monastero di San Marziale, quindi riportato a San Paolo e infine definitivamente ricollocato a San Marziale nel 1421. Durante la Rivoluzione francese, nel 1792, le sue reliquie furono asportate e disperse, ma alcune porzioni furono messe in salvo e trasferite in Normandia, dove sono tuttora conservate. Altre sono venerate in una cappella parigina situata in rue de Reuilly.
Nel Proprio di Parigi la memoria liturgica di sant’Aurea è fissata al 5 ottobre, mentre nel Martirologio Romano si festeggia il 4 ottobre. La tradizione la annovera fra le patrone di Parigi, accanto a santa Genoveffa.